# Bateria de paper
Una bateria de paper està dissenyada per utilitzar un separador format principalment de cel·lulosa (el component principal del paper). Incorpora estructures a escala nanoscòpica per actuar com a elèctrodes d'alta superfície per millorar la conductivitat.
A més de ser inusualment primes, les piles de paper són flexibles i respectuoses amb el medi ambient, cosa que permet la integració en una àmplia gamma de productes. El seu funcionament és similar al de les piles químiques convencionals, amb la important diferència que no són corrosives i no requereixen una carcassa extensa.

## Avantatges
La composició d'aquestes bateries és el que les diferencia de les bateries tradicionals. El paper és abundant i autosuficient, cosa que el fa barat. Desfer-se del paper també és econòmic, ja que el paper és combustible i biodegradable. L'ús de paper dóna a la bateria un gran grau de flexibilitat. La bateria es pot doblegar o embolicar al voltant d'objectes en lloc de requerir una carcassa fixa. A més, en ser una làmina fina i plana, la bateria de paper pot encaixar fàcilment en llocs estrets, reduint la mida i el pes del dispositiu que alimenta. L'ús de paper augmenta el flux d'electrons, cosa que és molt adequada per a aplicacions d'alt rendiment. El paper permet l'acció capil·lar, de manera que els fluids de les bateries, com ara els electròlits, es poden moure sense l'ús d'una bomba externa. L'ús de paper a les bateries augmenta la superfície que es pot utilitzar per integrar reactius. El paper utilitzat a les bateries de paper es pot complementar per millorar les seves característiques de rendiment. Les tècniques de patrons com la fotolitografia, la impressió de cera i el micromecanitzat làser s'utilitzen per crear seccions hidròfobes i hidròfiles al paper per crear una via per dirigir l'acció capil·lar dels fluids utilitzats a les bateries. Es poden utilitzar tècniques similars per crear vies elèctriques en paper per crear dispositius elèctrics de paper i poden integrar l'emmagatzematge d'energia en paper.
Altres avantatges inclouen:
1. S'utilitza tant com a bateria com a condensador.
2. És flexible.
3. És un dispositiu d'emmagatzematge d'energia ultra prim.
4. De llarga durada.
5. No tòxic.
6. Producció constant d'energia.
7. Biodegradable
8. Sense fuites ni sobreescalfament

## Desavantatges
Tot i que els avantatges de les piles de paper són força impressionants, molts dels components que les fan excel·lents, com ara els nanotubs de carboni i els patrons, són complicats i cars.
1. Propens a esquinçar-se.
2. Els nanotubs fets de carboni són cars a causa de l'ús de procediments com l'electròlisi i l'ablació làser.
3. No s'han d'inhalar, ja que poden danyar els pulmons.

## Electròlits
Aquest separador a base de cel·lulosa és compatible amb molts possibles electròlits. Els investigadors van utilitzar líquid iònic, essencialment una sal líquida, com a electròlit de la bateria, així com electròlits naturals com la suor, la sang i l'orina humanes. L'ús d'un líquid iònic, que no contingui aigua, significaria que les bateries no es congelarien ni s'evaporarien, cosa que podria permetre el funcionament a temperatures extremes.  Les condicions de funcionament (per exemple, temperatura, humitat, pressió estàtica) d'aquestes bateries dependrien de les propietats físiques i químiques de l'electròlit, així com de la durabilitat de la malla de cel·lulosa; tots dos factors potencialment limitants.

## Aplicacions potencials
La qualitat semblant al paper de la bateria, combinada amb l'estructura dels nanotubs incrustats, els confereix un pes lleuger i un baix cost, oferint potencial per a electrònica portàtil, avions, automòbils i joguines (com ara aeromodels).
Les bateries utilitzen nanotubs, cosa que pot alentir l'adopció comercial a causa del cost excessiu. L'adopció comercial també requereix dispositius més grans. Per exemple, un dispositiu de la mida d'un diari podria ser prou potent per alimentar un cotxe.
El paper es pot integrar en diverses formes de bateries, com ara bateries electroquímiques, biopiles de combustible, bateries d'ions de liti, supercondensadors i nanogeneradors.

### Bateries electroquímiques
Les bateries electroquímiques es poden modificar per integrar l'ús de paper. Una bateria electroquímica normalment utilitza dos metalls, separats en dues cambres i connectats per un pont o una membrana que permet l'intercanvi d'electrons entre els dos metalls, produint així energia. El paper es pot integrar en bateries electroquímiques dipositant l'elèctrode sobre el paper i utilitzant paper per contenir el fluid utilitzat per activar la bateria. El paper que ha estat modelat també es pot utilitzar en bateries electroquímiques. Això es fa per fer que la bateria sigui més compatible amb l'electrònica de paper. Aquestes bateries tendeixen a produir baix voltatge i funcionar durant períodes curts de temps, però es poden connectar en sèrie per augmentar la seva producció i capacitat. Les bateries de paper d'aquest tipus es poden activar amb fluids corporals, cosa que les fa molt útils en el camp de la salut, com ara dispositius mèdics d'un sol ús o proves per a malalties específiques. S'ha desenvolupat una bateria d'aquest tipus amb una vida útil més llarga per alimentar dispositius de punt d'atenció per a la indústria sanitària. El dispositiu utilitzava una bateria de paper feta amb un ànode de làmina de magnesi i un càtode de plata que s'ha utilitzat per detectar malalties en pacients com el càncer de ronyó, el càncer de fetge i el càncer osteoblàstic d'os. El paper es va modelar amb impressió de cera i es pot llençar fàcilment. A més, aquesta bateria es va desenvolupar a baix cost i té altres aplicacions pràctiques.

### Bateries de liti-ió
El paper es pot utilitzar en bateries de liti-ió com a paper normal, paper comercial o paper millorat amb nanotubs de carboni de paret simple. El paper millorat s'utilitza com a elèctrode i com a separador, cosa que resulta en una bateria robusta i flexible que té grans capacitats de rendiment, com ara un bon cicle, una gran eficiència i una bona reversibilitat. L'ús de paper com a separador és més eficaç que l'ús de plàstic. Tanmateix, el procés de millora del paper pot ser complicat i costós, depenent dels materials utilitzats. Es pot utilitzar una pel·lícula de nanotubs de carboni i nanofils de plata per recobrir paper normal per crear un separador i un suport de bateria més senzills i menys costosos. El paper conductor també es pot utilitzar per substituir els productes químics metàl·lics utilitzats tradicionalment. La bateria resultant té un bon rendiment, alhora que simplifica el procés de fabricació i redueix el cost. Les bateries de paper de liti-ió són flexibles, duradores, recarregables i produeixen molta més energia que les bateries electroquímiques. Malgrat aquests avantatges, encara hi ha alguns inconvenients. Perquè el paper s'integri amb la bateria de liti-ió, es requereixen tècniques complexes de capes i aïllament perquè la bateria funcioni com es desitja. Una de les raons per les quals s'utilitzen aquestes tècniques complexes és per enfortir el paper utilitzat perquè no s'esquinça tan fàcilment. Això contribueix a la resistència i flexibilitat generals de la bateria. Aquestes tècniques requereixen temps, formació i materials costosos. A més, els materials individuals necessaris no són respectuosos amb el medi ambient i requereixen procediments d'eliminació específics. Les bateries de paper d'ions de liti serien més adequades per a aplicacions que requereixen una quantitat substancial d'energia durant un període de temps prolongat. Les bateries de paper d'ions de liti poden estar compostes per nanotubs de carboni i una membrana a base de cel·lulosa i produeixen bons resultats, però a un preu elevat. Altres investigadors han tingut èxit utilitzant paper de carbó fabricat a partir de paper de filtre pirolitzat. El paper s'insereix entre l'elèctrode i el càtode. L'ús d'un paper de carbó com a intercapa en bateries Li-S millora l'eficiència i la capacitat de les bateries. El paper de carbó augmenta l'àrea de contacte entre el càtode i l'elèctrode, cosa que permet un major flux d'electrons. Els porus del paper permeten que els electrons viatgin fàcilment alhora que eviten que l'ànode i el càtode estiguin en contacte entre si. Això es tradueix en una major producció, capacitat de la bateria i estabilitat de cicle; aquestes són millores respecte a les bateries Li-S convencionals. El paper de carboni està fet de paper de filtre pirolitzat, que és econòmic de fabricar i funciona com el paper de nanotubs de carboni de paret múltiple que s'utilitza com a bateria.

### Biopiles de combustible
Les biopiles de combustible funcionen de manera similar a les bateries electroquímiques, excepte que utilitzen components com sucre, etanol, piruvat i lactat, en lloc de metalls per facilitar les reaccions redox per produir energia elèctrica. S'utilitza paper millorat per contenir i separar els components positius i negatius de la biopila de combustible. Aquesta biopila de combustible de paper s'engegava molt més ràpidament que una biopila de combustible convencional, ja que el paper porós era capaç d'absorbir el biocombustible positiu i promoure l'adhesió dels bacteris al biocombustible positiu. Aquesta bateria és capaç de produir una quantitat significativa d'energia després de ser activada per una àmplia gamma de líquids i després ser eliminada. Cal dur a terme alguns desenvolupaments, ja que alguns components són tòxics i cars.
Els electròlits naturals podrien permetre el seu ús en cossos vius o dins d'ells. Un investigador va descriure les piles de paper com "una manera d'alimentar un dispositiu petit com ara un marcapassos sense introduir productes químics agressius, com els que normalment es troben a les piles, al cos".
La seva capacitat per utilitzar electròlits a la sang els fa potencialment útils per a dispositius mèdics com ara marcapassos, equips de diagnòstic mèdic i pegats transdèrmics per a l'administració de fàrmacs. L'empresa sanitària alemanya KSW Microtech està utilitzant el material per alimentar el control de la temperatura del subministrament de sang.

### Supercondensadors
La tecnologia de les bateries de paper es pot utilitzar en supercondensadors. Els supercondensadors funcionen i es fabriquen de manera similar a les bateries electroquímiques, però generalment són capaços d'un major rendiment i es poden recarregar. El paper, o el paper millorat, es pot utilitzar per desenvolupar supercondensadors prims i flexibles que siguin lleugers i menys costosos. El paper que s'ha millorat amb nanotubs de carboni es prefereix generalment al paper normal perquè té una major resistència i permet una transferència d'electrons més fàcil entre els dos metalls. L'electròlit i l'elèctrode estan incrustats al paper, cosa que produeix un supercondensador de paper flexible que pot competir amb alguns supercondensadors comercials produïts avui dia. Un supercondensador de paper seria molt adequat per a una aplicació d'alta potència.

### Nanogeneradors
Els nanogeneradors són dispositius més recents que converteixen l'energia mecànica en energia elèctrica. El paper és desitjable com a component dels nanogeneradors per les mateixes raons que s'han comentat anteriorment. Aquests dispositius són capaços de capturar el moviment, com ara el moviment del cos, i convertir aquesta energia en energia elèctrica que podria alimentar llums LED, per exemple.